# A Fülöp-szigetek a 2013-as úszó-világbajnokságon
A Fülöp-szigetek három úszóval vett részt a 2013-as úszó-világbajnokságon, akik nyolc versenyszámban indultak.

## Úszás
Férfi
| Versenyző     | Verseny                   | Selejtező  | Selejtező | Elődöntő          | Elődöntő          | Döntő             | Döntő             |
| Versenyző     | Verseny                   | Idő        | Helyezés  | Idő               | Helyezés          | Idő               | Helyezés          |
| ------------- | ------------------------- | ---------- | --------- | ----------------- | ----------------- | ----------------- | ----------------- |
| Joshua Hall   | 50 méteres mellúszás      | 28.48 NR   | =45       | Nem jutott tovább | Nem jutott tovább | Nem jutott tovább | Nem jutott tovább |
| Joshua Hall   | 100 méteres mellúszás     | 1:02.87 NR | 45        | Nem jutott tovább | Nem jutott tovább | Nem jutott tovább | Nem jutott tovább |
| Joshua Hall   | 200 méteres mellúszás     | 2:19.16    | 38        | Nem jutott tovább | Nem jutott tovább | Nem jutott tovább | Nem jutott tovább |
| Jessie Lacuna | 100 méteres gyorsúszás    | 52.10      | 51        | Nem jutott tovább | Nem jutott tovább | Nem jutott tovább | Nem jutott tovább |
| Jessie Lacuna | 200 méteres gyorsúszás    | 1:51.76    | 40        | Nem jutott tovább | Nem jutott tovább | Nem jutott tovább | Nem jutott tovább |
| Jessie Lacuna | 100 méteres pillangóúszás | 55.92      | 40        | Nem jutott tovább | Nem jutott tovább | Nem jutott tovább | Nem jutott tovább |

Női
| Versenyző        | Verseny                   | Selejtező  | Selejtező | Elődöntő          | Elődöntő          | Döntő             | Döntő             |
| Versenyző        | Verseny                   | Idő        | Helyezés  | Idő               | Helyezés          | Idő               | Helyezés          |
| ---------------- | ------------------------- | ---------- | --------- | ----------------- | ----------------- | ----------------- | ----------------- |
| Jasmine Alkhaldi | 100 méteres gyorsúszás    | 56.37 NR   | 35        | Nem jutott tovább | Nem jutott tovább | Nem jutott tovább | Nem jutott tovább |
| Jasmine Alkhaldi | 100 méteres pillangóúszás | 1:01.71 NR | 35        | Nem jutott tovább | Nem jutott tovább | Nem jutott tovább | Nem jutott tovább |